# Orumcekia satoi
Orumcekia satoi là một loài nhện trong họ Agelenidae.
Loài này thuộc chi Orumcekia. Orumcekia satoi được miêu tả năm 2003 bởi Nishikawa.